# Bill Bruford
Bill Bruford, né le 17 mai 1949 à Sevenoaks (Kent), est un batteur britannique. Il est principalement connu comme membre des groupes de rock progressif Yes, King Crimson et UK. Il a aussi été musicien de tournée pour Genesis et Gong. Par ailleurs, il mène aussi ses propres groupes : Bruford de 1978 à 1980, puis Earthworks, davantage axé vers le jazz, à partir de 1986 et jusqu'à sa retraite en 2009.

## Biographie
William Scott Bruford naît le 17 mai 1949 dans le Kent. Il se découvre une passion pour la batterie en voyant des batteurs de jazz américains se produire à la télévision. 
En 1966-1967, il forme le groupe The Breed, un groupe de rhythm and blues de la région de Sevenoaks, avec Stu Murray à la guitare, Mike Freeman au saxophone, Ray Bennett à la basse - qui jouera avec le groupe Flash de Peter Banks de 1971 à 1973 - et Doug Kennard à la guitare et au chant.
Après un passage éphémère avec Savoy Brown en 1968, Bruford participe à la formation du groupe Yes. Il apparaît sur les cinq premiers albums studios du groupe : Yes (1969), Time and a Word (1970), The Yes Album (1971), Fragile (1971), Close to the Edge (1972) ainsi que sur deux pièces de l'album en concert Yessongs en 1973.  
Ses relations difficiles avec Jon Anderson et Chris Squire le poussent à quitter Yes pour rejoindre King Crimson en 1973. Il y côtoie pendant quelques mois le percussionniste Jamie Muir, qui influence durablement son jeu. Les autres musiciens du groupe sont John Wetton à la basse et au chant, David Cross au violon et au mellotron et bien sûr Robert Fripp à la guitare et au Mellotron. Bill joua sur les albums Larks' Tongues in Aspic en 1973, Starless and Bible Black en 1974, Red la même année et l'album en public USA en 1975 avant que Fripp ne mette fin au groupe. 
Après la séparation de King Crimson, en septembre 1974, il forme le groupe Alaska avec Eddie Jobson au violon et claviers et son comparse de King Crimson, John Wetton à la basse et au chant. Et avec l'ajout du guitariste Allan Holdsworth, le groupe change de nom et devient UK Toutefois, Bill et Allan ne sont présents que sur le premier album éponyme puisqu'ils quittent après la tournée de promotion un an plus tard. 
Puis, Bruford participe à la tournée 1976 de Genesis dans lequel le batteur Phil Collins est devenu aussi le chanteur : on peut l'entendre sur un titre de l'album en concert Seconds Out sorti en 1977.
Ensuite, il forme son propre groupe, Bruford, qui publie quatre  albums, Feels Good to me, en 1977, One of a Kind en 1979, The Bruford Tapes en 1979 et Gradually Going Tornado en 1980. 
Lorsque Robert Fripp ressuscite King Crimson en 1981, Bruford le rejoint auprès de Tony Levin à la basse et au Stick et Adrian Belew à la guitare et au chant, il reste membre du groupe jusqu'à une nouvelle séparation en 1984.
En 1985, Bruford fonde Earthworks, un quartette de jazz.  
Il collabore également avec d'autres artistes tout au long des années 1980, notamment Patrick Moraz avec lequel il sort deux albums, Music for Piano and Drums en 1983 et Flags en 1985.  
En 1989, il forme avec ses anciens partenaires de Yes, le groupe Anderson Bruford Wakeman Howe qui publie un album homonyme, avant une fusion de ces derniers avec les autres membres de Yes pour l'album et la tournée Union en 1991, à l'issue de laquelle il quitte à nouveau le groupe, définitivement cette fois.  
En 1994, il se joint à une nouvelle incarnation de King Crimson, le double trio, qu'il quitte en 1997 pour se consacrer à Earthworks.  
Il participe aussi à l'album World Diary de Tony Levin en 1995. 
Bruford prend sa retraite le 1er janvier 2009. Il publie son autobiographie la même année.
En avril 2017, Yes est introduit au Rock and Roll Hall of Fame : Bill Bruford est récompensé en même temps que d'autres membres ou anciens membres du groupe. Cependant, il ne participe pas aux pièces jouées sur scène par les autres récompensés.
Fin 2024 il met fin à sa "retraite" en rejoignant le Pete Roth trio pour une série de concerts dans des petites salles, en Europe et au Japon.

## Technique
Appuyé sur une technique de la caisse claire très précise, Bill pratique souvent des frisés et des roulés, mais est surtout un travailleur forcené des paradiddles, très peu usités dans le style rock. À l'instar de Phil Collins à la même époque, il utilisait des techniques plutôt employées jusqu'alors dans le jazz qu'ils ont adaptées au rock (complexité du rock progressif oblige). La peau de la caisse claire est assez tendue, souvent frappée sur le bord avec force et netteté. Il était un des rares batteurs laissant résonner la caisse claire à une époque ou il était coutume d'avoir un son "étouffé". Bill maîtrise parfaitement les mesures impaires ou asymétriques : cette pratique a été employée vers la fin de son séjour chez Yes (albums Fragile et Close to the Edge), continuera dans King Crimson, où il essaie de pas tomber dans la redondance, et joue en 4/4 quand le thème est en 5/8 (Fracture ). Elle perdurera dans les albums enregistrés sous son nom (Feels Good to Me, Gradually Going Tornado, One of a Kind), ainsi que dans les albums de la « trilogie » King Crimson des années 1980 (Discipline, Beat et Three of a Perfect Pair).

## Instruments
Bill Bruford a été un adepte pendant plusieurs années dans les années 1980 et 90 de la batterie électronique Simmons quelquefois capricieuse, tombant en panne notamment lors d'un concert d'Anderson Bruford Wakeman Howe au Madison Square Garden de New York en 1989. Instrument qu'il finira par délaisser au profit d'une batterie traditionnelle. Autrement, il joue sur une batterie TAMA (modèle Starclassic), des cymbales PAISTE (modèle signature), des baguettes PRO-MARK et des peaux EVANS.

## Discographie

### Yes
| - 1969 : Yes - 1970 : Time and a Word - 1971 : The Yes Album - 1972 : Fragile - 1972 : Close to the Edge - 1991 : Union | - 1973 : Yessongs - batterie sur Perpetual Change et Long Distance Runaround/The Fish - 2011 : Union Live - 2015 : Progeny: Seven Shows from Seventy-Two (coffret 14 CD) - 2021 : Union 30 Live |

### King Crimson
| - 1973 : Larks' Tongues in Aspic - 1974 : Starless and Bible Black - 1974 : Red - 1981 : Discipline - 1982 : Beat - 1984 : Three of a Perfect Pair - 1994 : VROOOM - 1995 : THRAK | - 1975 : USA - 1992 : The Great Deceiver - Enregistré en 1973-74. - 1995 : B'Boom: Live in Argentina - - 1996 : THRaKaTTaK - 1997 : The Night Watch - Enregistré en 1973. - 1998 : Absent Lovers - Enregistré en 1984. - 2001 : VROOOM VROOOM |

### Bruford
- 1978 : Feels Good to Me
- 1979 : One of a Kind
- 1980 : Gradually Going Tornado
- 1980 : The Bruford Tapes
- 1986 : Master Strokes: 1978-1985 - Compilation
- 1997 : If Summer Had Its Ghosts - Avec Ralph Towner et Eddie Gomez
- 2006 : Rock Goes to College - En concert

### UK
- 1978 : U.K.
- 1978 : Shadows From The Sun - En concert
- 1999 : UK Concert Classics Vol. 4 - En concert
- 2007 : Live In America
- 2007 : Live In Boston

### Moraz/Bruford
- 1983 : Music for Piano and Drums
- 1985 : Flags
- 2009 : In Tokyo - Enregistré en concert en 1985.

### Earthworks
| - 1987 : Earthworks - 1989 : Dig? - 1991 : All Heaven Broke Loose - 1999 : A Part, and Yet Apart - 2001 : The Sound of Surprise - 2006 : Earthworks Underground Orchestra | - 1994 : Stamping Ground - 2002 : Footloose and Fancy Free - 2004 : Random Acts of Happiness |

### Anderson Bruford Wakeman Howe
- 1989 : Anderson Bruford Wakeman Howe
- 1993 : An Evening of Yes Music Plus
- 2012 : Live At The NEC

### Bruford Levin Upper Extremities
- 1998 : Bruford Levin Upper Extremities
- 2000 : B.L.U.E. Nights - En concert)

### Participations
- 1973 : The Six Wives of Henry VIII de Rick Wakeman
- 1975 : Beginnings de Steve Howe
- 1975 : Fish Out of Water de Chris Squire
- 1975 : HQ de Roy Harper
- 1976 : In Search of Ancient Gods de Absolute Elsewhere
- 1976 : At the Sound of the Bell de Pavlov's Dog
- 1977 : Seconds Out de Genesis - En concert - Sur The Cinema Show
- 1978 : X Dreams de Annette Peacock
- 1979 : The Steve Howe Album de Steve Howe
- 1982 : Three Sides Live de Genesis - Sur It/Watcher of the skies
- 1982 : Keep On Doing de The Roches
- 1983 : Scenario de Al Di Meola
- 1983 : Been in the Streets Too Long de Annette Peacock
- 1984 : Timecode de Patrick Moraz
- 1984 : Renaissance Man de Jamaaladeen Tacuma
- 1985 : Up from the Dark de Dave Stewart & Barbara Gaskin
- 1986 : Tokyo Installation de Akira Inoue
- 1986 : Trouble in Paradise de Anri
- 1987 : Go Between de The New Percussion Group of Amsterdam
- 1987 : The Spice of Life de Kazumi Watanabe
- 1987 : Cloud About Mercury de David Torn
- 1988 : The Spice of Life Too de Kazumi Watanabe
- 1990 : Door X de David Torn
- 1991 : Turbulence de Steve Howe
- 1991 : The Classical Connection II de Rick Wakeman
- 1993 : Symphonic Music of Yes de l'Orchestre philharmonique de Londres
- 1994 : Chijo no Rakuen de Joe Hisaishi
- 1994 : Burning for Buddy: A Tribute to the Music of Buddy Rich de The Buddy Rich Big Band feat. Steve Marcus
- 1995 : World Diary de Tony Levin
- 1996 : Genesis Revisited de Steve Hackett
- 1996 : Missing Pieces de National Health
- 1997 : Burning for Buddy: A Tribute to the Music of Buddy Rich II de The Buddy Rich Big Band feat. Steve Marcus
- 1997 : The BBC Tapes Volume IV de Roy Harper
- 1998 : The X Files: A 20 Year Retrospective de Brand X
- 1998 : Monkey Business de John Wetton & Richard Palmer-James
- 1999 : Can I Play You Something? de Peter Banks
- 2000 : One de Peter Lockett's Network of Sparks featuring Bill Bruford
- 2001 : Genesis Archive 2: 1976–1992 - Sur Entangled Live
- 2001 : Voices of Life de The Bulgarian Women's Choir—Angelite
- 2001 : Rock de chambre de Jean-Philippe Goude
- 2003 : Emergent de Gordian Knot
- 2004 : Every Step a Word, Every Word a Song de Michael Bortslap
- 2006 : A Coat of Many Colours du World Drummers Ensemble
- 2006 : In Concert in Holland de Michael Bortslap
- 2009 : In Two Minds de Michael Bortslap
- 2010 : Strangers in Strange Places de Leon Alvarado
- 2014 : Jack Knife - Monkey Business de John Wetton & Richard Palmer-James